# 경북대학교 도서관
경북대학교 도서관(慶北大學校圖書館)은 대한민국 대구광역시에 위치한 도서관이다. 1953년 5월 농과대학, 사범대학, 의과대학에서 보유하고 있던 자료 8,895권을 인수하여 현재 출판부자리의 목조 가건물에서 개관하였다. 1956년 12월 현재 박물관인 구.도서관으로 이전되었다가 1982년 3월 현재의 위치에 중앙도서관을 신축하여 자리하고 있다. 현재 연면적 41,434.41m2, 5,095석의 열람석을 갖추고 상주캠퍼스, 의학, 치의학, 법학 4개의 분관을 갖추고 있다.
1996년부터 시작한 도서관 전산화사업의 지속적인 추진으로 도서관 소장 자료와 학과, 연구소 및 병원에 소장된 자료 전체를 데이터베이스 구축하여 ‘경북대학교도서관 학술정보시스템(KUDOS, Kyungpook National University Library Document Retrieval and Online System)’으로 한 단계 더 발전하였다.
특히 2004년 2월 전국 대학 중 단일캠퍼스로는 최초로 장서 200만권을 돌파하였고, 현재는 장서 320여만권과 고서 및 고문서 6만2천여권을 확보하고 있다. 그 동안 오래된 책과 손실된 책은 176,817권이 폐기되었다. 2019년 기준 전국 대학 중 세번째로 많은 장서를 보유중이다.
2019년 2월 열람관인 신관 1층과 자료관인 구관 1층을 하나의 공간으로 통합, ICT 기반의 학습 및 연구 공간은 물론 북갤러리, 카페테리아, 세미나·전시 공간을 갖춘 복합문화공간으로 새단장했다.

## 시설
| 시설명          | 위치           | 면적(m2) | 열람석(석) | 장서(권) |
| --------------- | -------------- | -------- | ---------- | -------- |
| 중앙도서관 구관 | 대구산격캠퍼스 | 33,686   | 3,893      | 2,742    |
| 중앙도서관 신관 | 대구산격캠퍼스 | 33,686   | 3,893      | 2,742    |
| 법학분관        | 대구산격캠퍼스 | 1,188    | 380        | 109,006  |
| 의학분관        | 대구동인캠퍼스 | 1,106    | 40         | 84,654   |
| 치의학분관      | 대구삼덕캠퍼스 | 204      | 33         | 14,060   |
| 상주캠퍼스분관  | 상주캠퍼스     | 5,252    | 819        | 331,443  |

## 지정 문화재
| 종목         | 명칭                     | 시대 | 지정일     | 비고 |
| ------------ | ------------------------ | ---- | ---------- | ---- |
| 보물 제271호 | 마지은니수능엄경<권제10> | 고려 | 1963.01.21 |      |